# Anemia intermedia
Anemia intermedia är en ormbunkeart som beskrevs av Edwin Bingham Copeland och M. E.Jones. Anemia intermedia ingår i släktet Anemia och familjen Anemiaceae. Inga underarter finns listade.